# Kidnap Music

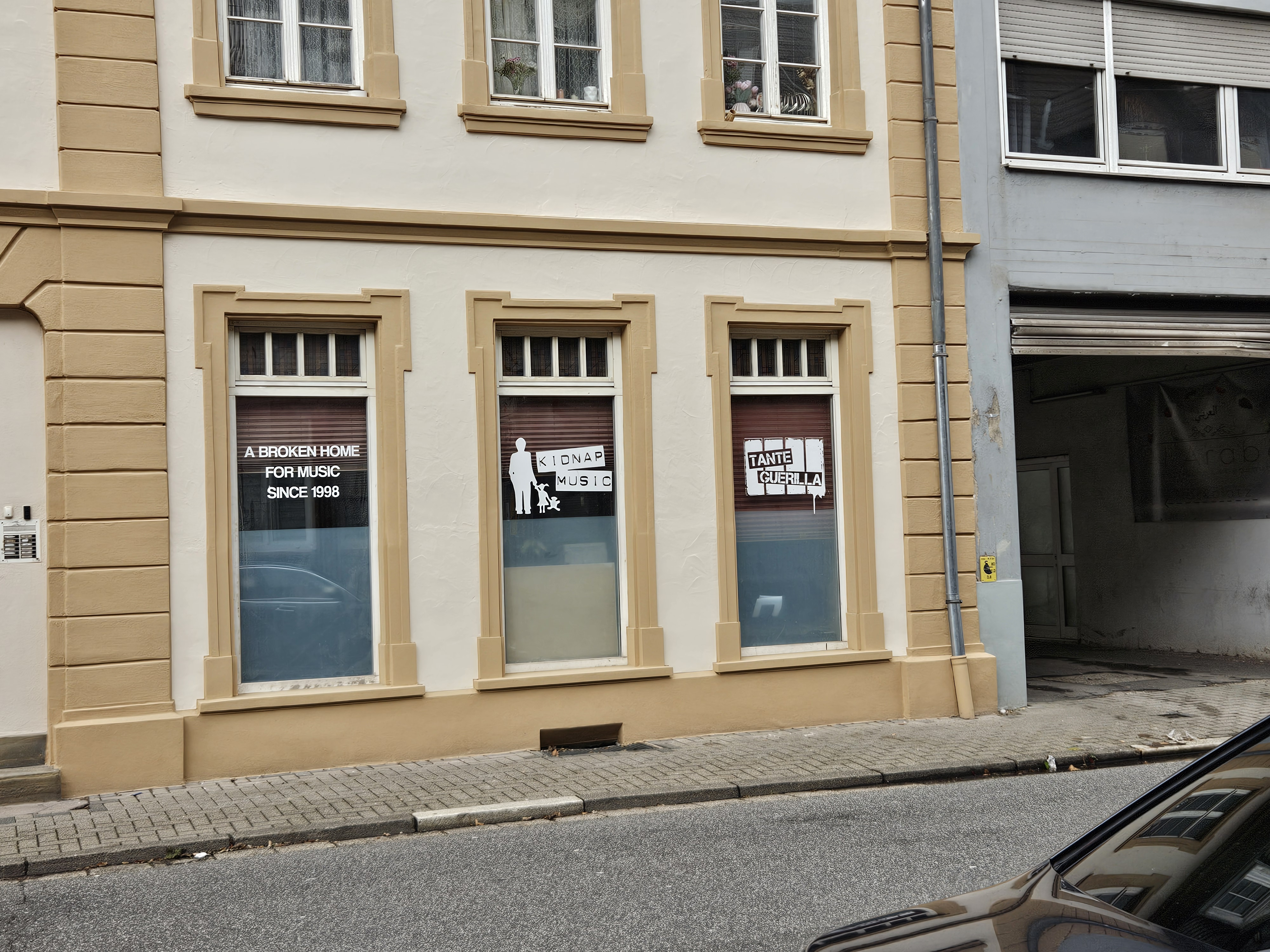
Sitz des Plattenlabels Kidnap Music in St. Wendel

Kidnap Music ist ein deutsches Independent-Label mit dem Schwerpunkt auf Punkrock. Das Label hat seinen Sitz in St. Wendel. Daneben existiert mit Tante Guerilla ein Versandhandel für Szenekleidung, Merchandise und Musik.

## Geschichte
Das Label wurde 2001 von den Mitgliedern von Pascow ins Leben gerufen, um ihre Musik zu vermarkten. Zu Beginn arbeitete man mit Plastic Bomb und deren Versand zusammen. Heute übernimmt den Vertrieb Cargo Records. Mit der Zeit kamen befreundete Bands hinzu. Alex Pascow begann nach dem Start des Labels auch den Onlinehandel Tante Guerilla zu betreiben, das zeitweise über Ladenlokale in St. Wendel, Trier und Saarbrücken verfügte. Vertrieben werden neben der Produktpalette von Kidnap Music auch szenetypische Kleidermarken, Skaterbedarf, Musik und diverse Accessoires. Kidnap Music und Tante Guerilla sind eine Gesellschaft bürgerlichen Rechts.

## Veröffentlichungen
| Band                           | Titel                                                              | Jahr      | Format  | Code    |
| ------------------------------ | ------------------------------------------------------------------ | --------- | ------- | ------- |
| Pascow                         | Same                                                               | 2001      | 7’’/MCD | 001/002 |
| Pascow                         | Richard Nixon Discopistole                                         | 2002      | CD/LP   | 003/004 |
| Pascow                         | Geschichten, die einer schrieb…                                    | 2004      | CD/LP   | 005/006 |
| Sampler                        | New Day Rising                                                     | 2005      | 2CD     | 007     |
| Die rote Suzuki                | Mit der Sonne im Rücken                                            | 2005      | CD/LP   | 008/010 |
| Ultrafair                      | Same                                                               | 2005      | 7’’     | 009     |
| NeinNeinNein                   | Deine Szene ist ein Zombie                                         | 2005      | LP/CD   | 011/012 |
| NeinNeinNein/Kaput Krauts      | Bombing Your Kleinstadt                                            | 2006      | LP      | 014     |
| Ultrafair                      | Alles roger, Onkel Heinz?!                                         | 2006/2020 | CD/LP   | 015/111 |
| Mr. Burns                      | Restbestand                                                        | 2006      | 7’’     | 016     |
| Antitainment                   | Nach der Kippe Pogo?!                                              | 2007      | CD      | 017     |
| Pascow                         | Nächster Halt gefliester Boden                                     | 2007      | LP/CD   | 018/019 |
| Snoerd                         | Zähltage                                                           | 2007      | CD      | 020     |
| Sampler                        | Kidnap Music Compilation I                                         | 2008      | CD      | ohne    |
| Sick Society                   | Über: Menschen und andere Krankheiten                              | 2009      | CD      | 021     |
| Karmacopter                    | Goodbye Haptik                                                     | 2009      | LP      | 022     |
| Grizou/Leistungsgruppe Maulich | Flammenpost                                                        | 2010      | 10’’    | 022,5   |
| Prinzessin Halts Maul          | Same                                                               | 2010      | 7’’     | 023     |
| Love A                         | Same                                                               | 2010      | 7’’     | 024     |
| The Baboon Show                | Punkrock Harbour                                                   | 2010      | CD/LP   | 025/026 |
| Prinzessin Halts Maul/Front    | Split-7’’                                                          | 2012      | 7’’     | 027     |
| A Hurricanes Revenge           | Partially Ordered Relations                                        | 2012      | CD      | 028     |
| Love A                         | Valentinstag                                                       | 2012      | 7’’     | 029     |
| Disco//Oslo                    | Same                                                               | 2012      | LP      | 030     |
| Spermbirds/Pascow              | Split-7’’                                                          | 2012      | 2x7’’   | 031     |
| The Baboon Show                | Dancehall Killers                                                  | 2012      | 7’’     | 032     |
| Alexander Gräbeldinger         | Die Hölle ist hoffentlich ein warmes Plätzchen, um sich zu erholen | 2012      | Hörbuch | 033     |
| The Baboon Show                | People’s Republic Of The Baboon Show Formerly Known As Sweden      | 2013      | CD/LP   | 034/035 |
| Notgemeinschaft Peter Pan      | Kampfansage Stagnation                                             | 2013      | 7’’     | 036     |
| Nations on Fire                | Strike the Match                                                   | 2013      | LP      | 037     |
| Christmas                      | Appetite for Selfdestruction                                       | 2013      | LP/CD   | 038/039 |
| Zwei Tage ohne Schnupftabak    | Die Breche                                                         | 2013      | 7’’     | 040     |
| Conmoto/Prinzessin Halts Maul  | Trendonix                                                          | 2013      | 12’’    | 041     |
| Mr. Burns                      | Flying Blind                                                       | 2013      | LP/CD   | 042/043 |
| Disco//Oslo                    | Same                                                               | 2013      | 7’’/MCD | 044/045 |
| The Baboon Show                | Damnation                                                          | 2014      | LP/CD   | 046/047 |
| Unity                          | Blood Days                                                         | 2014      | LP      | 48      |
| Notgemeinschaft Peter Pan      | Mit Herzblut und Narrenhand                                        | 2014      | LP      | 49      |
| Pascow                         | Diene der Party                                                    | 2014      | CD/LP   |         |
| The Baboon Show                | The Early Years 2005–2009                                          | 2014      | LP      | 50      |
| The Riots                      | Time for Truth!                                                    | 2015      | LP/CD   | 51/58   |
| The Riots                      | Take No Prisoners                                                  | 2015      | 10’’    | 52      |
| Christmas                      | Lose Your Illusion                                                 | 2015      | LP/CD   | 53/54   |
| Notgemeinschaft Peter Pan      | Dirigenten. Dompteure. Diktatoren                                  | 2015      | LP      | 55      |
| Giulio Galaxis                 | Giulio Galaxis                                                     | 2015      | LP      | 56      |
| Lygo                           | Sturzflug                                                          | 2015      | LP      | 57      |
| The Riots                      | Now or Never                                                       | 2015      | 7’’     | 59      |
| The Baboon Show                | Havana Sessions                                                    | 2015      | LP      | 60      |
| The Baboon Show                | The World Is Bigger Than You                                       | 2016      | LP/CD   | 61/62   |
| Lygo                           | Misere                                                             | 2016      | 12’’    | 63      |
| Hysterese                      | Hysterese                                                          | 2016      | LP      | 64      |
| Disco//Oslo                    | Tyke                                                               | 2016      | LP/CD   | 65/66   |
| NO°RD                          | Dahinter die Festung                                               | 2016      | LP      | 67      |
| Lygo                           | Sturzflug                                                          | 2016      | CD      | 69      |
| Lygo                           | Misere                                                             | 2016      | CD      | 70      |
| Blut Hirn Schranke             | Blut Hirn Schranke                                                 | 2016      | LP      | 71      |
| Sniffing Glue                  | I’m Not Alright (Re-Realease)                                      | 2016      | LP      | 72      |
| Alex Gräbeldinger              | Verloren im Weltall, verwahrlost auf Erden                         | 2016      | Buch    | 73      |
| Pascow                         | Lost Heimweh                                                       | 2017      | Boxset  | 74      |
| Eat//Read//Sleep               | Eat//Read//Sleep                                                   | 2017      | LP      | 75      |
| Decibels                       | Tight                                                              | 2017      | LP      | 76      |
| Fuzzy Vox                      | No Landing Plan                                                    | 2017      | LP      | 77      |
| Giulio Galaxis                 | Schwarze Erde                                                      | 2018      | 7’’     | 78      |
| Akne Kid Joe                   | haste nich gesehn                                                  | 2018      | 7’’     | 79      |
| Baboon Show                    | Radio Rebelde                                                      | 2018      | CD/LP   | 80–83   |
| Not Scientists                 | Not Scientists                                                     | 2018      | CD/LP   | 84/85   |
| Christmas                      | Scum As You Are                                                    | 2018      | CD/LP   | 86/87   |
| Akne Kid Joe                   | Karate Kid Joe                                                     | 2018      | LP      | 88/89   |
| Baretta Love                   | Baretta Love                                                       | 2018      | LP      | 91/92   |
| Lygo                           | Schwerkraft                                                        | 2018      | CD/LP   | 93/94   |
| Notgemeinschaft Peter Pan      | Notgemeinschaft Peter Pan                                          | 2018      | LP      | 94      |
| Feral Thoughts                 |                                                                    | 2018      | LP      | 96      |
| Beginnings                     | Recover                                                            | 2018      | LP      | 95      |
| Sniffing Glue                  | Feral Thoughts                                                     | 2018      | LP      | 96      |
| Matches                        | X                                                                  | 2018      | LP      | 97      |
| Pascow                         | Jade                                                               | 2019      | CD/LP   | 98–101  |
| Scherben                       | Scherben                                                           | 2019      | 12’’    | 102     |
| Wonk Unit                      | Terror                                                             | 2019      | LP      | 103     |
| Wonk Unit                      | The Fall & Rise of Wonk Unit                                       | 2019      | LP      | 104     |
| Maffai                         | Zen                                                                | 2019      | CD/LP   | 105/106 |
| Christmas                      | Hot Nights in Saint Vandal                                         | 2020      | CD/LP   | 107/108 |
| Akne Kid Joe                   | Die große Palmöllüge                                               | 2020      | CD/LP   | 109/110 |
| Ultrafair                      | Alles Rogers, Onkel Heinz?! (Re-release)                           | 2020      | LP      | 111     |
| Angora Club                    | Hasenangst                                                         | 2020      | LP/CD   | 112/113 |
| Bazooka Zirkus                 | Ach, das könnte schön sein!                                        | 2020      | LP      | 114     |
| The Baboon Show                | I Never Say Goodnight                                              | 2020      | 12’’    | 116     |